# Daisuke Ishiwatari
Daisuke Ishiwatari (石渡 太輔, Ishiwatari Daisuke, né le 14 août 1973 à Johannesburg en Afrique du Sud) est un développeur japonais connu pour la série de jeux de combat, Guilty Gear. Il a dessiné les personnages, écrit le scénario et la musique. Il joue également les voix des personnages Sol Badguy et Order-Sol.

## Biographie
Daisuke Ishiwatari a d'abord travaillé pour SNK, sur un seul jeu : The Last Blade. Récemment, il a écrit la musique de la série BlazBlue.
Daisuke Ishiwatari est un compositeur de heavy metal et rock reconnu. Ses compositions, principalement issues de la série Guilty Gear, ne contiennent pas de paroles, mais plusieurs pistes de guitare électrique. Les albums Guilty Gear XX in LA et Guilty Gear XX in NY incluent du chant sur certaines chansons, ainsi que les 3 albums du groupe Lapis Lazuli.
Ishiwatari cite Queen comme son groupe préféré.

## Discographie

### Albums
- Aksys Games 2008 Promotional CD （5 juillet 2008）
- BlazBlue: Calamity Trigger Original Soundtrack (24 décembre 2008)
- Guilty Gear 2 Overture Original Soundtrack Vol.1 （5 décembre 2007）
- Guilty Gear 2 Overture Original Soundtrack Vol.2 （1er janvier 2008）
- Guilty Gear Isuka Original Soundtrack （21 mars 2004）
- Guilty Gear Original Sound Collection （21 mai 1998）
- Guilty Gear Series Best Sound Collection （21 janvier 2003）
- Guilty Gear Sound Complete Box （23 novembre 2005）
- Guilty Gear -Strive- Original Sound Track Vol.1[5] (30 septembre 2021)
- Guilty Gear Vocal Collection[6] (4 décembre 2014 JP, 10 décembre 2014 (édition digitale, US), 16 décembre 2014 US)
- Guilty Gear X Heavy Rock Tracks ~ The Original Soundtrack of Dreamcast （17 janvier 2001)
- Guilty Gear X Original Sound Track （20 septembre 2000）
- Guilty Gear X Rising Force Of Gear Image Vocal Tracks -Side.I ROCK YOU!!- （16 mai 2001)
- Guilty Gear X Rising Force Of Gear Image Vocal Tracks -Side.II SLASH!!- （16 mai 2001）
- Guilty Gear X Rising Force Of Gear Image Vocal Tracks -Side.III DESTROY!!- （16 mai 2001)
  - BlazBlue: Calamity Trigger Original Soundtrack (2008)
  - BlazBlue: Calamity Trigger Original Soundtrack ~Bonus Discs~ (2009)
  - BlazBlue: Calamity Trigger Original Soundtrack ~Consumer Edition~ (2009)
  - BlazBlue Song Accord No. 1 with Continuum Shift (2009)
  - BlazBlue Song Accord No. 2 with Continuum Shift II (2010)
  - BlazBlue in L.A. Vocal Edition (2011)
- Guilty Gear XX in L.A. Vocal Edition （19 mai 2004）
- Guilty Gear XX in N.Y Vocal Edition （23 septembre 2004）
- Guilty Gear XX Original Soundtrack （24 juillet 2002）
- Guilty Gear XX Sound Alive （19 mars 2003）
- Guilty Gear XX Λ Core - Secret Gig （2008）